# لومومبا (فلم)
```
لومومبا
 
(
بالإنجليزية
: 
Lumumba
)
، هُو 
فيلم سيرة ذاتية
 صدر سنة 2000 وأخرجه 
راؤول بيك
. أُنتج الفيلم بشكل مُشترك بين عدة دول هي 
هايتي
 
وألمانيا
 
وفرنسا
 
وبلجيكا
. يتحدث الفيلم عن قصة حياة المُناضل الكونغولي 
باتريس لومومبا
، إبان فترة حصول 
الكونغو ليوبولدفيل
 على الاستقلال من 
بلجيكا
 في يونيو 1960. صُورت نسبة كبيرة من أحداث الفيلم في كُل من 
زيمبابوي
 
وبيرا
 في 
موزمبيق
، وذلك بسبب اندلاع 
حرب الكونغو الثانية
 في 
جمهورية الكونغو الديمقراطية
. أشاد الكثير من النقاد بالفيلم، كما حصل هذا الأخير أيضا على جوائز في عدة مهرجانات هي 
مهرجان أفلام السود الأمريكي
 
وPolitical Film Society
 
والمهرجان الأفريقي للسينما والتلفزيون في واغادوغو
.
```

## طاقم العمل
- إريك إيبواني : باتريس لومومبا
- الشيخ دوكوري : جوزيف أوكيتو

## وصلات خارجية
- مقالات تستعمل روابط فنية بلا صلة مع ويكي بيانات